# La Neuville-Vault
La Neuville-Vault is een gemeente in het Franse departement Oise (regio Hauts-de-France) en telt 137 inwoners (1999). De plaats maakt deel uit van het arrondissement Beauvais.

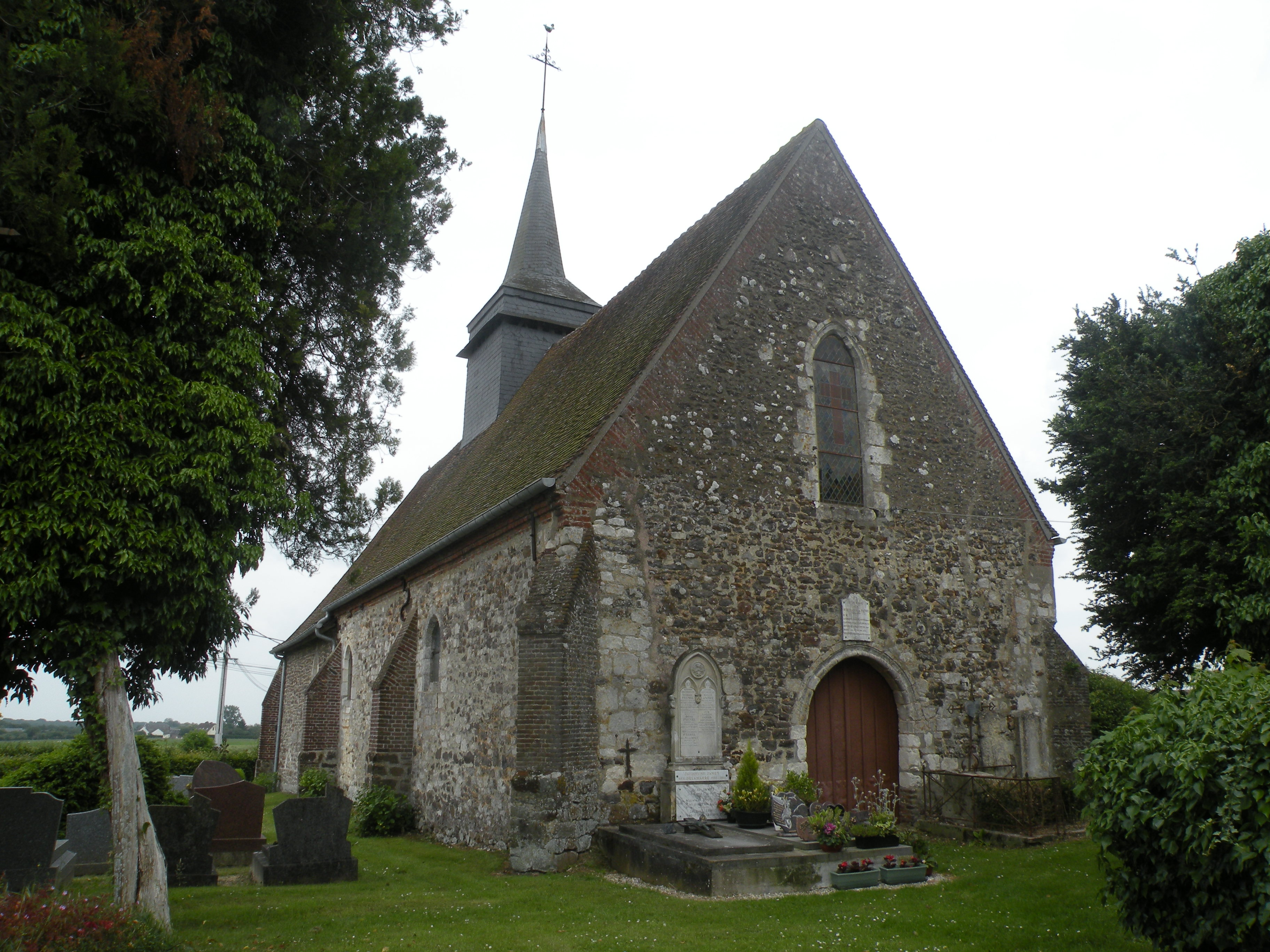
Kerk van St. Thomas van Canterbury
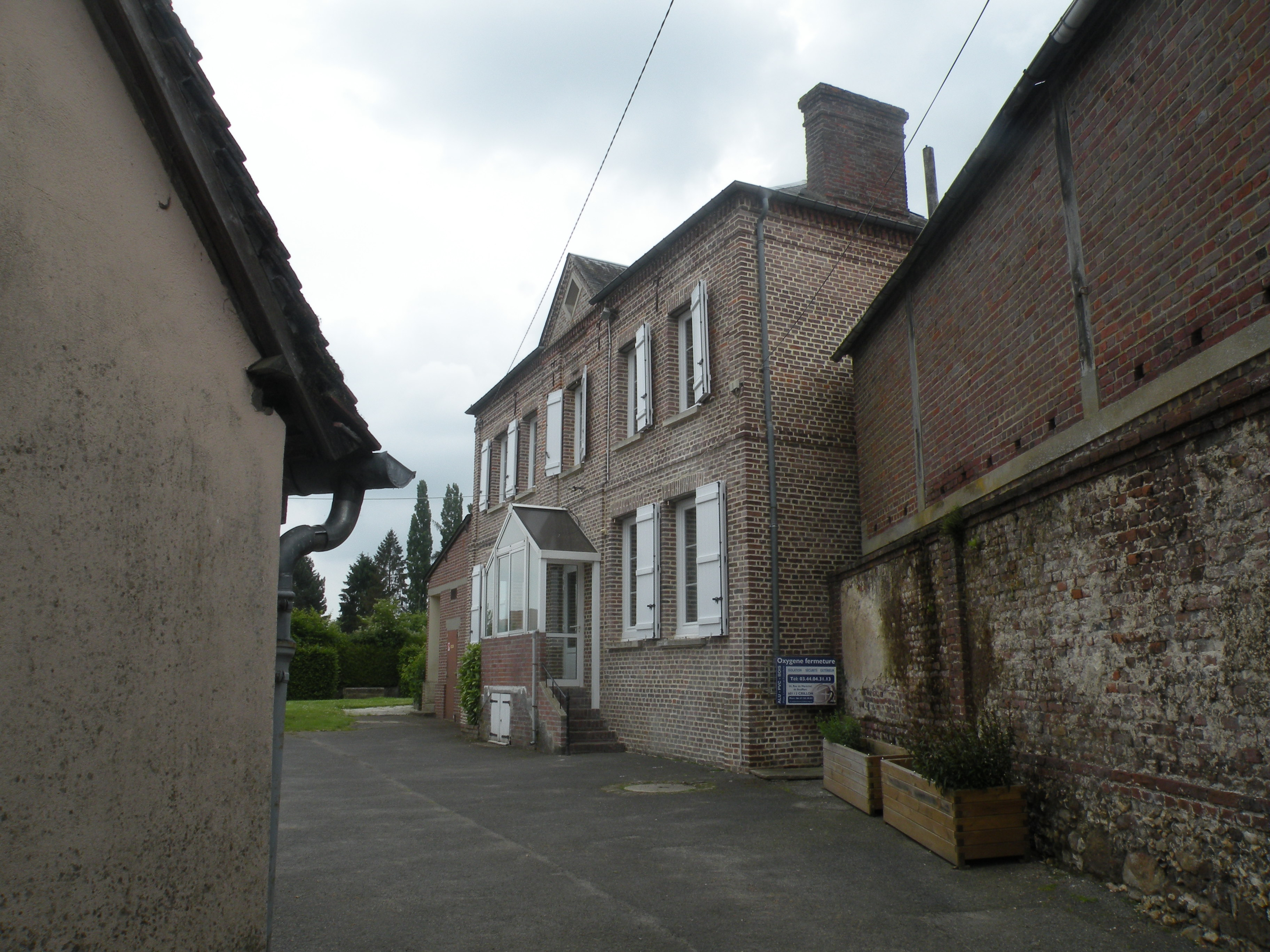
La Neuville-Vault

## Geografie
De oppervlakte van La Neuville-Vault bedraagt 4,5 km², de bevolkingsdichtheid is 30,4 inwoners per km².
De onderstaande kaart toont de ligging van La Neuville-Vault met de belangrijkste infrastructuur en aangrenzende gemeenten.

## Demografie
Onderstaande figuur toont het verloop van het inwonertal (bron: INSEE-tellingen).